# Omalodes lapsans
Omalodes lapsans är en skalbaggsart som beskrevs av Sylvain Auguste de Marseul 1861. Omalodes lapsans ingår i släktet Omalodes och familjen stumpbaggar. Inga underarter finns listade i Catalogue of Life.